# Браћа и сестре (ТВ серија)
Браћа и сестре (енгл. Brothers & Sisters) америчка је телевизијска серија коју је створио Џон Робин Бејц за ABC. Добила је позитивне рецензије критичара и освојила награду Еми за програм у ударном термину и награду Удружења филмских глумаца, а била је и номинована за награду Златни глобус.

## Улоге
| Глумац              | Улога             |
| ------------------- | ----------------- |
| Дејв Анабл          | Џастин Вокер      |
| Сали Филд           | Нора Вокер        |
| Калиста Флокхарт    | Кити Макалистер   |
| Рејчел Грифитс      | Сара Вокер        |
| Балтазар Гети       | Томи Вокер        |
| Џон Пајпер Фергусон | Џо Видон          |
| Сара Џејн Морис     | Џулија Вокер      |
| Метју Рис           | Кевин Вокер       |
| Рон Рифкин          | Саул Холден       |
| Патриша Ветиг       | Холи Харпер       |
| Керис Дорси         | Пејџ Видон        |
| Емили Ванкамп       | Ребека Харпер     |
| Максвел Пери Котон  | Купер Видон       |
| Роб Лоу             | Роберт Макалистер |
| Лук Макфарлан       | Скоти Вандел      |
| Лук Грајмс          | Рајан Лаферти     |
| Жил Марини          | Лик Лоран         |

## Епизоде
| Сезона | Сезона | Епизоде | Епизоде | Оригинално емитовање | Оригинално емитовање |
| Сезона | Сезона | Епизоде | Епизоде | Премијера            | Финале               |
| ------ | ------ | ------- | ------- | -------------------- | -------------------- |
|        | 1.     | 23      | 23      | 24. септембар 2006.  | 20. мај 2007.        |
|        | 2.     | 16      | 16      | 30. септембар 2007.  | 11. мај 2008.        |
|        | 3.     | 24      | 24      | 28. септембар 2008.  | 10. мај 2009.        |
|        | 4.     | 24      | 24      | 27. септембар 2009.  | 16. мај 2010.        |
|        | 5.     | 22      | 22      | 26. септембар 2010.  | 8. мај 2011.         |